# Манакін-свистун зелений
Манакін-свистун зелений (Schiffornis virescens) — вид горобцеподібних птахів родини бекардових (Tityridae).

## Поширення
Вид поширений на півдні Бразилії, сході Парагваю та на крайньому північному сході Аргентини. Його природні місця проживання — субтропічні або тропічні вологі низинні ліси, субтропічні або тропічні вологі гірські ліси та сильно деградований колишній ліс.

## Опис
Дрібний птах, завдовжки 15,5 см. Оперення тіла оливково-зелене; крила бурі. Відрізняється білуватим кільцем навколо очей.

## Спосіб життя
Харчується переважно комахами, інколи поїдає їхніх личинок та ягоди. Зазвичай розмножується в період з жовтня по лютий. Самиця будує гніздо на висоті 1—1,5 м над землею в колючому чагарнику, вузлах ліан, у невеликому епіфіті або в увігнутій частині розщепленого стовбура, покритого сухим листям.